# Histoire globale

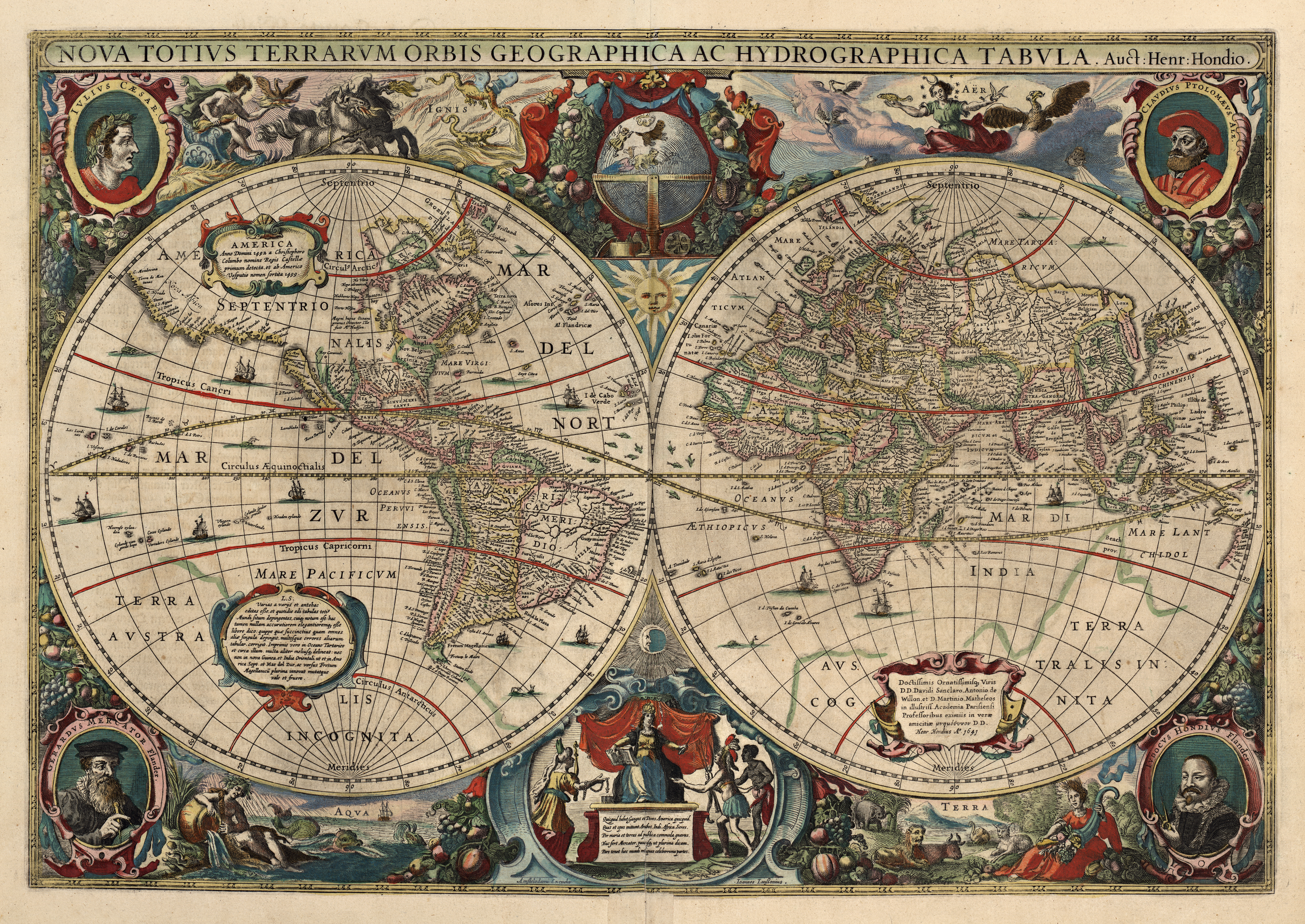
Reproduction (datant de 1641) d'une carte du globe à double hémisphère publiée originellement en 1630 par le cartographe néerlandais Henricus Hondius (1597-1651). Elle était la première carte datée et publiée dans un atlas, ainsi que la première carte qui montrait une partie de l’Australie.

L’histoire globale est un courant de l’historiographie, qui essaye d’aborder des phénomènes historiques par une approche globale. Elle se caractérise par un changement de perspective, une remise en question des chronologies et des orientations affirmées : « c'est l'historien qui se déplace ».
Ainsi, par un abandon d'une périodisation européocentrique et des jeux d'échelles, elle est capable de donner de nouvelles explications sur des phénomènes historiques déjà bien étudiés. L’interconnexion du monde est toujours le point de départ : l’accent est mis sur les processus transfrontaliers, les relations d’échange, mais aussi sur les comparaisons dans le cadre d’un contexte mondial.
L’histoire globale s’est développée à partir des années 1980-1990 à la suite de l'émergence du spatial turn : elle se diffuse dans un premiers temps dans l'espace américain avant de se répandre dans le reste du monde au tournant du xxie siècle.

## Débuts de l'historiographie mondiale
L’écriture de l'histoire mondiale n'est nullement un phénomène contemporain. Elle est en effet aussi ancienne que l’écriture de l’histoire elle-même. À travers les cultures et les âges, il existe de nombreuses tentatives d’historiographes d’écrire le monde connu à eux, en mettant l’accent sur des entrelacements et des connexions entre les événements. En effet, déjà le pater historiae Hérodote (484-424 av. J.-C.) poursuivait l’intention d’écrire de manière globale dans son ouvrage Histoires . Par ailleurs, Polybe (ca. 200-120 av. J.-C.), Sima Qian (ca. 145-90 av. J.-C.) ou Ibn Khaldoun (1332-1406 ap. J.-C.) ont également essayé de décrire l’histoire de leur œkoumène. Avec la vieille histoire mondiale œcuménique de l’Antiquité et du Moyen Âge, leurs travaux communs consistent en la représentation de vastes espaces d’expérience, ainsi que celle de partager l’idée de base en rassemblant une multitude d’histoires individuelles, de toutes les parties de la terre habitée et parcourue.

## Théorie de l'histoire globale

### Définitions et objets
Les historiens qui effectuent leurs études par une approche globale s’intéressent notamment à la recherche des interconnexions et des enchevêtrements. Ensuite, leur intérêt porte sur le fait de voir les développements européens et non européens, non pas comme indépendants les uns des autres, mais comme indissolublement liés. Ceux-ci s’influencent mutuellement et rayonnent dans toute la société.
Ce courant historiographique vise ainsi à étudier l’Histoire dans une perspective plus globalisante :
- en faisant usage de disciplines issues des sciences historiques et humaines (géographie, économie, anthropologie, etc.) ainsi que des sciences dites « dures » (climatologie, etc.)
- en tentant de dépasser les cadres imposés par les historiographies nationales ou les découpages chronologiques classiques.
  - En effet, l'histoire globale souhaite à révoquer un certain « nationalisme méthodologique », une approche qui naturalise l’État-nation et suit la conviction qu’une nation particulière fournirait l’unité d’observation constante à travers toutes les transformations historiques[7].
  - L'un des effets les plus perceptibles de cette approche reste la remise en cause des découpages historiques classiques (les notions de Moyen-Âge et d'Époque moderne ont-elles une grande signification pour l'Inde, la Chine ou l'Océanie ?) ainsi que des grandes aires culturelles.
- en dépassant un eurocentrisme, qui est profondément ancré dans les historiographies européennes.
  - Dans la vision du monde eurocentrique, l'Europe est le seul acteur de l’histoire du monde, et elle est donc considérée comme une « source universelle ». L’Europe agit pendant que le reste du monde obéit. Ensuite, seuls les Européens sont capables d’amorcer un changement ou une modernisation; le reste du monde ne l’est pas[8].
  - La plupart des nouvelles approches de l'histoire globale sont basées sur la promesse de rompre avec un tel récit européocentrique[8].
  - Selon l'historien Alessandro Stanziani « L’histoire globale ne nie pas la suprématie de l’Occident, mais elle ne l’explique plus comme une nécessité historique et comme un exploit fondé sur ses seules connaissances et institutions. »[9].

Un terme omniprésent qui domine la littérature portant sur des approches de l'historiographie de traiter des phénomènes historiques de manière globale, est celui de la globalisation voire la mondialisation (EN: Globalization; DE: Globalisierung). Ainsi, la globalisation des dernières années est selon Alessandro Stanziani l’origine de l’émergence de l’histoire globale, et qu’inversement, « [...] cette dernière prend souvent pour objet d’étude la globalisation. ». En général on peut donc avancer que l’histoire globale est une réponse à la globalisation, qui s’est accélérée à la fin du XXe siècle, surtout à partir de la chute du mur de Berlin en 1990, ascension de l’internet et l’émergence des pays asiatiques, notamment de la Chine. D’ailleurs, le terme de la globalisation a été mis en parallèle avec le déclin de l’importance de l’Occident sur le globe - ce que Dipesh Chakrabarty a appelé de façon mémorable: Provincializing Europe.
Les objets de l’histoire globale sont multiples: migrations d’hommes, de biens, d’idées, de savoirs, de symboles, de nouvelles, de systèmes technologiques, et des marchandises, mais elle offre aussi par son approche « globale » une possibilité pour des études à caractère transnationaux. Ainsi depuis quelques années, on trouve de nombreuses études qui explorent l’histoire du climat, de la famine, des pandémies, du colonialisme, ou des océans. Selon l'historien Pierre-Yves Saunier, les notions de circulations, relations, et des rencontres sont les termes qui reviennent souvent pour qualifier les situations d’études favorites de l’histoire globale. Ensuite, l’historien français souligne les notions fréquemment utilisées dans l’histoire globale: « champs », « espaces », « réseaux », « circuits », qui selon lui tirent « l’attention à la façon dont connexions et circulations aboutissent à la cristallisation de relations particulières entre les protagonistes et les entités qu’elles impliquent ».
Contrairement aux autres approches comme l'histoire universelle, la Big History, ou encore la World History, qui s’étendent déjà sur une longue période, et l’histoire transnationale, qui se limite seulement aux 200 à 250 dernières années, l’histoire globale n’a pas la vocation de proposer une façon d’étudier l’histoire à long terme. Les temporalités utilisées par les historiens du monde ne découlent pas d’un programme épistémologique donné, mais sont librement choisies en fonction d’objectifs d’investigation particuliers. Comme sa caractéristique principale est l’accent mis sur les connexions, l’histoire globale n’est jamais simplement additive ou mosaïque. Elle ne se contente pas d’une simple collecte d’anecdotes, de données isolées et d’études de cas régionales distinctes. En effet, l’histoire globale a été plus convaincante lorsqu’elle a réussi à découvrir des connexions cachées ou inattendues qui présentaient des phénomènes, ou des sujets déjà bien étudiés auparavant.

### Divergences au sein du courant
L'histoire globale est en concurrence avec différentes approches qui promettent toutes de surmonter les modèles étroits d’interprétation de l’histoire nationale. Ainsi, on distingue entre World history, histoire transnationale, histoire de la globalisation, histoire universelle, Big History, et encore d’autres. Cependant, quelques historiens qui pratiquent de l’histoire globale ont essayé de montrer les différences de celle-ci par rapport aux autres approches. Ils ont ainsi pu distinguer des éléments particuliers à l’histoire globale: le renoncement à une histoire totale du globe, le dépassement de l’eurocentrisme et une plus grande ouverture vers des passés non européens. Malgré ces tentatives de définition, l’histoire globale n’est toujours pas clairement délimitée, il y a même des historiens, qui très récemment ont évoqué que l’histoire globale inclut « toute approche (Histoire universelle, Histoire comparée), qui n’est pas étroitement centrée sur une aire culturelle ou à un pays ».
Notamment dans le monde anglo-saxon les différences entre World History et Global History restent assez vagues, comme les historiens anglais utilisent souvent les deux termes indifféremment. Par ailleurs, les deux fameux journaux The Journal of World History (apparu en 1990) et The Journal of Global History (apparu en 2006), se composent du même genre d'articles, sans aucune visible tentative de se différencier mutuellement. Toutefois, d’autres auteurs, comme Bruce Mazlish, souhaitent les distinguer. Selon William H. McNeill, souvent considérée comme une des premières grandes figures de l’histoire mondiale, l’histoire mondiale se définit comme l’histoire des interactions entre des personnes participant à un processus de grande ampleur ou encore des interactions entre des personnes de différentes cultures ou civilisations.
La définition de l’histoire globale comporte deux volets selon B. Mazlish : cette histoire peut être celle de la globalisation; ce qui suppose un consensus sur son point de départ (ce qui n’est pas le cas), ou alors ce terme renvoie à des processus ou interactions (ex. : les flux commerciaux, le colonialisme/impérialisme, les migrations ou les débuts de la première révolution industrielle) dont l’étude est plus révélatrice à un niveau global que locale, nationale ou régionale. D'après l’historien Alessandro Stanziani: « La globalisation des dernières décennies est en grande partie à l’origine de l’émergence de l’histoire globale  [...] ». Cependant, ce qui est souvent confondu est que l’histoire globale n’est pas un synonyme pour l’histoire de la globalisation. Néanmoins, de nombreux historiens ont essayé de tirer une ligne droite entre ses deux formes différentes de penser l’histoire. Toutefois, la globalisation peut être utilisée comme champ d’activité, ou comme sujet pour l’histoire globale. Ainsi, l’historien allemand Jürgen Osterhammel avait hiérarchisé ces deux approches, en avançant que l’histoire de la globalisation serait une sous-problématique de l’histoire globale.
D'ailleurs, un autre élément qui floue la notion de l’histoire globale est que ses méthodes d’approche et d’analyse sont très proches de l’histoire connectée (Connected History, selon l’expression de Sanjay Subrahmanyam). Celle-ci étudie les modes d’interaction et d’interdépendances entre les sociétés, au-delà des découpages étatiques et à des échelles diverses. Ses méthodes d’approche et d’analyse sont aussi très proches de l’histoire croisée (Shared History), qui étudie les transferts entre zones culturelles de manière « réflexive », croisant les objets d’étude mais aussi les points d’observations, les rapports entre l’observateur et l’objet, et enfin, aussi très proches de l’histoire comparée.
En fin de compte, les champs des courants historiques mondiaux qui revendiquent une approche globale, voir mondiale n'est pas uniforme et pas particulièrement clair. Cependant, outre les divergences et ressemblances de ces courants au sein de l’historiographie, elles témoignent néanmoins d’une internationalisation de la recherche historique et d’une expansion de ses sujets au-delà des frontières de l’État-nation.

### Méthodologie
L’histoire globale décrit une forme d’analyse historique dans laquelle les phénomènes, événements ou processus sont classés dans des contextes globaux. Il s’agit d’une perspective pour considérer toutes sortes de mobilités transfrontalières et leurs conséquences, en particulier dans des espaces vastes et multiculturels. Un atout de la méthodique de l’histoire globale est qu’elle ne se souscrit à aucun cadre géographique. Ensuite, l’engagement envers l’État-nation comme principal cadre d’observation, ainsi qu’un eurocentrisme profondément enraciné, sont des problèmes que l’histoire globale cherche à contrer. En effet, l’espace clos, la civilisation fermée, la culture, la société ou la nation d’espaces immunisés d’impulsions extérieures ou transfrontalières sont une idée artificielle.
Un autre point qui doit être pris en compte lorsqu’un auteur écrit de l’histoire globale est celui de la « positionnalité » : d’où écrit-il ? Et pour quel public ? L’histoire globale peut que difficilement être écrite sans une sensibilisation à la positionnalité des perspectives. Les temporalités utilisées par ceux qui écrivent l’histoire globale, ne découlent pas d’un programme épistémologique donné, mais sont librement choisis en fonction de buts spécifiques d’investigation. Selon Jürgen Osterhammel, la périodisation classique de l'histoire, donc par des époques est une subdivision et le résultat d’une réflexion historique. Selon l'historien allemand cependant, l'attention doit être payée toutefois sur la difficulté d’appliquer cette périodisation au monde entier.
L'histoire globale reste cependant dans la lignée de l’histoire universelle, de l’histoire connectée ou de l’histoire comparative à l’échelon de la logique méthodologique. Cependant, la démarche de l'histoire globale ne se contente pas d’une approche purement comparative des histoires nationales, mais elle se définit également comme une histoire des connexions et des transferts entre les différentes communautés humaines. Elle n'est pas ainsi une histoire totale visant à étudier l’ensemble des phénomènes humains autour du globe, mais elle tente plutôt d’adopter un point de vue global sur un thème étudié. L’histoire globale se distingue également par sa recherche de l’interdisciplinarité faisant intervenir aux côtés des compétences de l’historien celles de l’archéologue, du biologiste, du climatologue, de l’économiste, du géographe, et encore d'autres. Les partisans de l’histoire globale soulignent le côté novateur de ce courant dans la pratique historique. Celui-ci doit cependant être nuancé sur plusieurs points. Enfin, une grande innovation de l’histoire globale est l’usage d’éléments issus de sciences dites « exactes » en plus de ceux issus des sciences humaines.
Comme un grand nombre d’études portent sur des thèmes comme le commerce triangulaire, le colonialisme ou l’impérialisme européen, un lien vers l’héritage du courant des « Area Studies » dont l’histoire globale s’est beaucoup inspirée à ces débuts, peut être fait. L’une des critiques récurrentes à l’encontre de l’histoire globale est qu’elle encourage une forme « d’auto-flagellation » historique de l’Occident. Mais l’histoire globale ne se limite pas seulement à ces champs de recherches et des études sur l’histoire de l’environnement, des religions, des échanges ou encore des routes commerciaux. Elle traite également tous les phénomènes historiques, qui sont liés à toute sorte de la mondialisation. Ainsi, l’histoire globale comme direction de recherche peut porter le regard sur des régions et périodes négligées.
L’histoire globale donne lieu à de grandes tentatives de synthèse historique englobant de grandes périodes et regroupent souvent un grand nombre de chercheurs sur un même projet.

## Courants proches

### Histoire universelle
Il est possible de faire remonter les racines de l’approche de manière globale jusqu'à l’Antiquité par l’intermédiaire d’un courant historique au sein duquel elle puise ses origines — l’histoire universelle. Ainsi, selon l’historienne Geneviève Warland le siècle des Lumières, qui mêle la philosophie et l’anthropologie à l’histoire, est souvent considéré comme point culminant d’une approche universelle dans l’historiographie. Les historiens Beckert et Sachsenmaier ont également souligné ceci : « Though, over many centuries and from different cultures, there have been numerous ventures into some sort of world or universal history [...] ».
L’histoire universelle a pour vocation de proposer des études totalisantes qui couvrent de vastes périodes de l’histoire humaine. Elle est souvent fondée sur l'hypothèse que l’histoire est un processus unifié, bien qu’intérieurement différencié, avec une origine claire et un but discernable. Par ailleurs, elle est souvent mise en relation avec des théories portant sur l’évolution sociétale à long terme.
Au XIXe siècle, elle atteint sa plus haute expression avec Hegel, un penseur d’une profonde compréhension historique, puis avec Marx et Comte, ensuite on peut encore trouver des traces dans l’École historique allemande (Historicisme). On trouve des publications prestigieuses de cette approche universelle vers les années 1890-1910, notamment la Cambridge History, de Lord Acton, ou encore la Weltgeschichte de Pflugk-Harttung, ensuite on peut encore ajouter l’ouvrage de Jules Michelet: Introduction à l’histoire universelle, qui date de 1831. Cette approche de manière universelle prend un déclin à partir de la seconde moitié du XXe siècle.
Ce courant historique a des points communs avec l’histoire globale : son approche se veut totalisante autant au niveau de l’espace que du temps. Il prône l’interdisciplinarité et encourage à étudier des zones géographiques alors peu explorées par la discipline historique. De la même façon, une approche semblable peut se retrouver dans des travaux datant de peu de temps avant la « naissance » du courant. Un historien comme Fernand Braudel s'y est essayé avec son ouvrage Civilisation matérielle, économie et capitalisme (1979).
Toutefois, par rapport aux autres approches, elle est en comparaison la plus constructiviste, et ainsi elle est le courant le plus éloigné de la recherche historique empirique, c'est-à-dire du métier d’historien. Selon l’avis de Jürgen Osterhammel ce type de discours est le domaine des philosophes, et des sociologues et que les historiens professionnels ont tendance à l’éviter.
Malgré son intérêt, cette approche reste donc très marginale faute d’une méthodologie bien établie et de la difficulté d’une telle pratique.

### World History
World History, ou l’histoire du monde est le terme le plus ancien, comme son utilisation remonte jusqu’au XIXe siècle. Par ailleurs, c’est encore une matière scolaire dans de nombreux pays et reste donc d’actualité. Le terme est souvent utilisé pour décrire le monde entier ou pour comparer de grandes régions. Alors que l’histoire globale aborde les thématiques de la mobilité et de la connectivité transfrontalière comme étant des phénomènes primordiaux, l’histoire mondiale se concentre d’avance sur la dynamique interne des communautés et des sociétés.
L'histoire du monde fait suite à divers prédécesseurs, comme l’école française des Annales, et se considère comme une réaction à la mondialisation ou comme une composante de celle-ci. La principale préoccupation de ce courant est la transgression des limites spatiales et temporelles de l’historiographie, car les véritables chaînes causales n’adhèrent pas à des visions du monde ethnocentriques. Ce qui est demandé, c’est de se détourner des perspectives eurocentriques ou occidentales dans la description et l’explication de l’histoire de l’humanité.
En général, la World history utilise le spectre entre un seul « grand récit », par exemple, celui du Rise of the West. A history of the human community au début de la période du fameux ouvrage de l’auteur américain William H. McNeill. L'ouvrage était novateur, comme une partie était consacrée à la manière dont l’Occident avait assuré sa domination sur le reste du monde à partir de la seconde moitié du XVIIIe siècle. L’approche qui résultait de cet ouvrage, offre une critique à l’impérialisme intellectuel.
Ce courant de l'historiographie diffère de l’histoire universelle, puisqu’elle reconnaît la pluralité des histoires et permet aux tendances universellement valables en matière de développement de passer au second plan. C’est une façon de questionner de manière transversale et qui ne craint pas les perspectives à long terme ainsi que les espaces géographiques plus larges que ceux de la recherche historique proche de la source. Une des méthodes, à laquelle de nombreux historiens de la World History font recours, est l’approche par la comparaison. Celle-ci occupe une place beaucoup plus modeste dans l’histoire universelle.
Le concept de globalité, apparu aux États-Unis durant la Seconde Guerre mondiale, va être au fondement des conceptions de l’histoire mondiale (mais aussi de l’histoire globale). Il s’agit ni plus ni moins d’un changement dans la manière de voir le monde par les Américains causé par l’entrée en guerre de leur pays et par l'expansion de l’aviation qui rétrécit les distances et symboliquement le monde. Ainsi, la World History connait aussi un vif développement à partir des années 1980, et s’élargit au reste du monde anglo-saxon. Le fondement de la première revue scientifique portant sur Journal of World History, qui fut publié par les presses de l’Université d’Hawaï, marque un événement clé pour l’émergence de la World History, et la Global History. La revue se prend pour objectif de ne pas uniquement étudier la Chine ou l’Inde, mais le monde dans sa globalité. Par ailleurs, William H. McNeill, après le succès de son ouvrage Rise of the West, a aussi signé le premier article de cette revue, publiée en 1990.
Elle va rapidement s’institutionnaliser par la fondation à Hawaï de la World History Association en 1982 et par la création d'un cursus de World History dans plusieurs universités américaines. Jusqu’en 1990 le statut de la World history reste incertaine au sein de la science historique. Ceci n’est pas vraiment étonnant, car dans de grandes parties du monde, l’après-guerre est une période de construction de la nation. Pour de nombreuses anciennes colonies qui viennent de recevoir leur indépendance, en particulier, l’élaboration d’une histoire nationale ést au premier rang des préoccupations. Compte tenu de l’équilibre des pouvoirs politiques, les historiens de ces nations ont utilisé le passé européen comme référence pour mesurer l’histoire de leur propre pays, leur imposant un développement calqué sur celui de l’Occident. En conséquence, la domination de l’historiographie anglophone, en particulier, s’est accrue.
Ensuite, le courant s’installe durablement dans les années suivantes dans l'historiographie contemporaine, notamment avec le lancement par Robert I. Moore, au début des années 1990, de la Blackwell History of the World.
Dès lors, la World History va se développer en trois temps, trois générations qui vont faire évoluer cette façon d’aborder l’histoire.
1. La première génération, représentée par l’historien canadien William McNeill, va se constituer autour d’un dégoût pour la guerre et pour la promotion d'une histoire qui se veut détachée du chauvinisme des histoires nationales. Pour eux, il est temps de penser l’histoire sur le plan international[49].
2. La seconde génération, principalement représentée par Immanuel Wallerstein, est essentiellement composée de sociologues de tendances marxistes qui sont à la fois professeurs et militants. L’apport principal de cette génération est le découpage du monde opéré par la théorie des « systèmes-monde » de Wallerstein[50].
  - Par son influence du marxisme, Wallerstein a d'abord cherché à mettre lumière sur la manière dont le centre exploitait la périphérie. D’ailleurs, il soulignait le fait que le système-monde occidental ne s’était pas arrêté à dominer sa propre périphérie, mais avait imposé sa domination aux autres systèmes-mondes, pour les transformer en de nouvelles périphéries[45].
3. La troisième génération se constitue dans les années 1980 et est représentée par l’Américain Jerry H. Bentley et l’Indien Sanjay Subrahmanyam. Moins militante que la seconde, elle a suivi un cursus plus traditionnel et est revenue à une approche plus classique[51].

Durant les quelques décennies suivantes, certains ouvrages sont devenus des classiques permettant le rayonnement du courant. Ainsi, en 2001, le livre de Kenneth Pomeranz, The Great Divergence, est une analyse comparative entre l'Europe du Nord de la fin du XVIIIe siècle et la Chine de la même époque, au sujet des raisons du décollage industriel de la première et non de la seconde. Parmi ces ouvrages les plus importants se trouve encore la monographie exhaustive de Christopher Alan Bayly : The Birth of the Modern World 1780–1914, publié en 2004. L’historien britannique fait un effort conscient pour conceptualiser les histoires locales, nationales, impériales et mondiales comme étant liées entre elles non seulement au niveau géopolitique, mais aussi au niveau transnational.
À noter, en France, le livre de Christian Grataloup, L'invention des continents : comment l’Europe a découpé le monde publié en 2009 qui développe le concept proche de géohistoire. En Amérique du Nord, Luc-Normand Tellier, dans son Urban World History propose en 2009 une vision « anoéconomique » de l’histoire mondiale vue à travers l’urbanisation, vision issue de l’économie spatiale.
Le rôle de l'internet, l’accessibilité et la rapidité des informations n’est pas à négliger, permettant aux chercheurs qui s’y intéressent de communiquer de manière dynamique et au courant de s’organiser en réseau grâce à des sites comme H-World et des revues en lignes comme World History connected qui est créé en 1994.

#### De la World à la Global History
L’histoire globale va s’affirmer dans les années 1980-1990 avec la New Global History Initiative. Conduit par l’historien Bruce Mazlish, ce groupe de chercheurs va être rejoint par le Center for Global History dirigé lui par un autre historien : Wolf Schäfer.
Ce nouveau groupe entend constituer une alternative à l’histoire mondiale (World History) traditionnelle. En effet, le terme « global » leur apparaît plus porteur de sens que le terme « mondial ». Le premier met l’accent sur l’accroissement des phénomènes d’interdépendance et des processus d’intégration à l’échelle de la planète alors que le second n’apparaît que comme un synonyme d’international. Le terme « global » semble plus proche encore du concept de globalisation/mondialisation que le terme « mondial ».
Durant les années 2000, l’histoire globale va rapidement se développer et obtenir trois caractéristiques qui la différencient de l’histoire mondiale.
1. La première, en lien avec le courant de la Big History (courant historique cherchant à réaliser une histoire de l’homme dans l’univers, du Big Bang au XXIe siècle), se caractérise par une forte interdisciplinarité. L’histoire globale s’aide ainsi de sciences comme la géographie à la biologie[56]
2. La seconde est un jeu d’échelle effectué dans les recherches propres à ce courant. La Global History ne se limite pas uniquement à de vastes recherches englobant l’ensemble de l’humanité. Elle encourage les historiens à réaliser des recherches à plusieurs niveaux, à changer d’échelles de la plus grande à la plus petite tant dans une dimension temporelle que spatiale. L’histoire globale opère ainsi un va-et-vient entre le local et le global qui permet une meilleure vue des analogies et des parallélismes et permet d’identifier des connexions que l’histoire traditionnelle n’aurait pas décelées[57].
3. Comme troisième caractéristique, l’histoire globale tend à se détacher d’une vision trop occidentale. Elle réalise cette transition grâce aux travaux d’historiens provenant d’Afrique ou d’Asie, ainsi que par l’intermédiaire des « Cultural Studies », « Postcolonial Studies » et « Subaltern Studies »[58].

Enfin, l’histoire globale a connu une dernière évolution, une fragmentation en plusieurs branches apportant chacune sa propre façon d’aborder l’histoire globale. Parmi ces groupes on trouve l’histoire connectée, l’histoire transnationale et l’histoire croisée.

### Big History
La « grande histoire », appelée aussi plus couramment « Big History », tente de replacer l'histoire humaine au sein du contexte de l'histoire cosmique, c'est-à-dire depuis le commencement de l'univers (du big bang) jusqu'à la vie sur Terre aujourd'hui. Le concept a été forgé par David Christian, professeur à l'université Macquarie de Sydney (Australie), pour compenser un manque dans l’étude générale de l’Histoire en y intégrant d’autres disciplines de sciences naturelles comme de sciences sociales.  
La citation de William Hardy McNeill est bien représentative de l’intérêt d’élargir le champ de temporalité comme celui des disciplines : 

« We remain submerged in a vast evolutionary process that began with the Big Bang (probably) and is heading to an unknown future – a system in which matter and energy evolve, stars form and break apart, the solar system took form and will eventually collapse (but not before life does), and human societies emerged on planet Earth, beginning an evolution whose end is not in sight. »

Alexander von Humboldt peut être considéré comme le pionnier de cette discipline, étant connu comme le père de la géographie dès le XIXe siècle et ayant entamé dès 1845 et jusqu'en 1862 la rédaction d’un traité en cinq volumes intitulé Cosmos : Essai d'une description physique du Monde dont le but était de résumer l’ensemble de la connaissance concernant l’histoire de la nature, histoire humaine comprise. À la même époque, Robert Chambers offre une dynamique de l’histoire universelle à travers son livre Vestiges of the Natural History of Creation publié en 1844 : il apporte une série d’idées modernes par rapport à son temps en abordant tous les domaines de l’histoire depuis la création du monde. En 1920, H. G. Wells publie Esquisse de l'histoire universelle (en), ouvrage dans lequel il cherche à créer une identité globale sur Terre pour éviter une nouvelle guerre majeure similaire à la Première Guerre mondiale.
La Big History se développe réellement à partir des années 1970 avec l'accélération de la mondialisation et de l’industrialisation. On peut alors retrouver comme ouvrages centraux : The Columbia History of the World en 1972, un travail de plus de 1 000 pages réalisé par une équipe de scientifiques de l’Université Columbia. Une série de chercheurs interdisciplinaires s’y font également connaître : les historiens David Christian de l'université Macquarie à Sydney (Australie) et John Mears de l’université méthodiste du Sud à Dallas (Texas), mais aussi le géologue Preston Cloud de l’université du Minnesota ou encore le philosophe Erich Jantsch.

### Histoire transnationale
L’histoire transnationale est un courant historiographique lié à l’histoire globale, l’histoire connectée et l’histoire comparée. Elle vise des phénomènes qui sont clairement limités dans l’espace. En général, l’histoire transnationale s’intéresse à l’examen des sociétés dans leurs interrelations transfrontalières. Ce terme implique qu’une attention particulière est accordée au rôle de la mobilité, de la circulation et des transferts. Le concept étant encore relativement nouveau dans le domaine de l’histoire, aucun consensus ne s’est dégagé sur une définition précise et finale. De nombreux concepts concurrents sont apparus dans les œuvres de Sebastian Conrad, Kiran Patel, Thomas Adam, Thomas Bender, Daniel T. Rodgers et Ian Tyrrell. Akira Iriye et Pierre-Yves Saunier définissent l’histoire transnationale comme ayant trait aux « connexions et circulations » entre les sociétés de l’ère moderne. Une définition qui peut être proposée est celle de l’historien japonais Akira Iriye, « l’histoire transnationale peut être définie comme l’étude des mouvements et des forces qui ont traversé les frontières nationales » dans divers contextes.
Ce terme, qui trouve son origine dans les études américaines, a été appliqué par les historiens qui cherchent à éviter de prendre l’histoire nationale comme cadre « naturel » de l’analyse historique, mais à regarder le passé sans le cadre de l’État-nation. La conjoncture de l’histoire transnationale se situe aux années 1990 et définit la nation comme point de référence, mais tente en même temps de le briser et de le transcender. Les outils d’analyse dont elle se sert sont la comparaison, le transfert et/ou l’interconnexion. Le premier implique l’étude de deux sociétés spatialement et temporellement séparées n’ayant aucune relation de transfert entre elles. Le second se pose la question de l’influence réciproque qu’ont les sociétés spatialement et temporellement proches. Aussi appelé « les processus de transfert ».
Le terme d’histoire transnationale n’est pas sans problèmes. Les nations constituent le point de départ de l’analyse transnationale, bien que cette notion-ci peut exprimer plusieurs idées différentes : en tant que nation, en tant qu’État-nation ou de sentiment national. Le problème qui se pose est que la « nation » n’est pas une entité naturelle, mais une construction. En fait la majorité des nations se sont établies que pendant le 19e siècle.

## Critiques
À la suite du global turn de nombreuses critiques se sont accumulées pendant les dernières années. Les critiques ont été principalement exprimées par ceux qui doutaient que l’histoire globale fût capable de répondre aux critères traditionnels de la profession de l’historien. Surtout, la question liée à la profonde connaissance de sources, et ainsi la critique externe comme interne de ceux-ci, lors de l’analyse, a été soulevée à maintes reprises.
Néanmoins, d'après l’historienne Geneviève Warland, un travail intégrant l’utilisation de sources primaires est très difficilement réalisable pour un historien qui choisit d’approcher son questionnement par une manière globale. Ainsi, on peut donner l’exemple de l'ouvrage de l’historien allemand Jürgen Osterhammel : The Transformation of the World, qui est une synthèse de synthèses. Cependant, l’objet de cet ouvrage n’était pas une recherche profonde aux archives, mais il se distingue plutôt par une très bonne maîtrise de la littérature secondaire, qui se compose de plus de 2500 titres. Par ailleurs, dans cet ouvrage précis, l’historien allemand souligne le fait que:
« The historian who temporarily slips into the role of global historian - she or he must remain an expert in one or more special areas - cannot do other than "encapsulate" in a few sentences the arduous, time-consuming work of others. »
Ensuite, il est parfois reproché à l'histoire globale un aspect trop globalisant qui rend difficile la mise en place de repères structurants. Même si l'histoire globale met l’accent sur la spécificité des localités, des lieux, des voix et des identités individuelles, elle ne peut jamais entièrement éviter de faire des généralisations sur des phénomènes historiques. D’ailleurs, ce point de la généralisation avait été fermement condamné par les théoriciens influents du postmodernisme.
En outre, l'un des intérêts de l'histoire globale étant de déconstruire les préjugés globalisateurs infondés entre autres dans les médias publics (surtout en opposition aux nationalismes), les historiens de cette discipline ont une tentation constante de communiquer dans ces médias pour éviter l'appropriation du sujet par des organisations ou personnalités politiques. Ce faisant, ils ont tendance à leur tour à s'exprimer sur des sujets encore peu étudiés, au risque à leur tour de désinformer la population.
Un autre problème qui reste à l’histoire globale est lié au fait que même si l’histoire globale revendique d'être universel, et non-eurocentrique, les langues qui dominent les ouvrages du courant sont clairement l’anglais, l’allemand, et depuis quelques années le français.

### Débats
Le débat autour de l’ouvrage Histoire mondiale de la France sous la direction de Patrick Boucheron, qui opposait un regard global au récit traditionnel de l’histoire de France, a notamment suscité des émotions et des réactions controversées. L’ouvrage a obtenu un grand succès auprès du public et suscité une grande attention médiatique et publique en France. Il se distingue par son approche, comme il met en avant des dates et s'essaye à casser les chronologies nationales et nationalistes. Dans la préface, Patrick Boucheron résume ainsi l’objectif de l’ouvrage : 
« Voici pourquoi on lira ici une histoire mondiale de la France et non pas une histoire de la France mondiale : nous n'avons nulle intention de suivre l’expansion au long cours d’une France mondialisée pour exalter l’essor glorieux d’une nation vouée à l’universel, pas plus que nous souhaitions chanter les louanges des métissages heureux et des circulations fécondantes. Faut-il dire à nouveau qu’il ne s’agit ici ni de célébrer ni de dénoncer ? »
Néanmoins, le volume a suscité des commentaires négatifs par des chroniqueurs et des journalistes qui ont qualifié le livre comme étant une tentative de « dissoudre la France », et les collaborateurs de l’ouvrage comme des fossoyeurs pour le grand héritage français.
Un grand critique de cet ouvrage collectif était d'ailleurs le fondateur de l’histoire connectée, Sanjay Subrahmanyam, qui dans un article du Figaro datant de 2018, était d’avis que : 
« Je ne souscris pas à tout ce qui se passe autour de l'histoire globale, car ceux qui s’en réclament la pratiquent parfois de manière paresseuse. Ils ont oublié de travailler avec les sources. Ils font une histoire globale pour imbéciles, faite de compilations. [...] Patrick Boucheron a faussé le débat en créant une confusion, en faisant comme si l’histoire globale était celle des gens bien-pensants de gauche. »
Cet article a provoqué notamment une réaction de la part de l'historienne Valérie Theis, une ancienne élève de Patrick Boucheron, qui cherchait à défendre son ancien mentor dans un article paru dans Le Monde :
« Ce qui tue, ce sont les querelles de chapelle des universitaires, les jalousies et le manque de générosité intellectuelle. Nous nous déchirons entre nous, quand nous devrions être reconnaissants que certains se souviennent parfois que nous ne sommes pas seulement là pour écrire pour nous-mêmes, mais aussi pour le public.»
Ce débat illustre le fait qu’un ouvrage qui propose de rompre avec le récit traditionnel national au profit d'une approche globale peut également provoquer des réactions plutôt négatives.